# Tephrosia pachypoda
Tephrosia pachypoda là một loài thực vật có hoa trong họ Đậu. Loài này được L.Riley miêu tả khoa học đầu tiên.